# Lassi

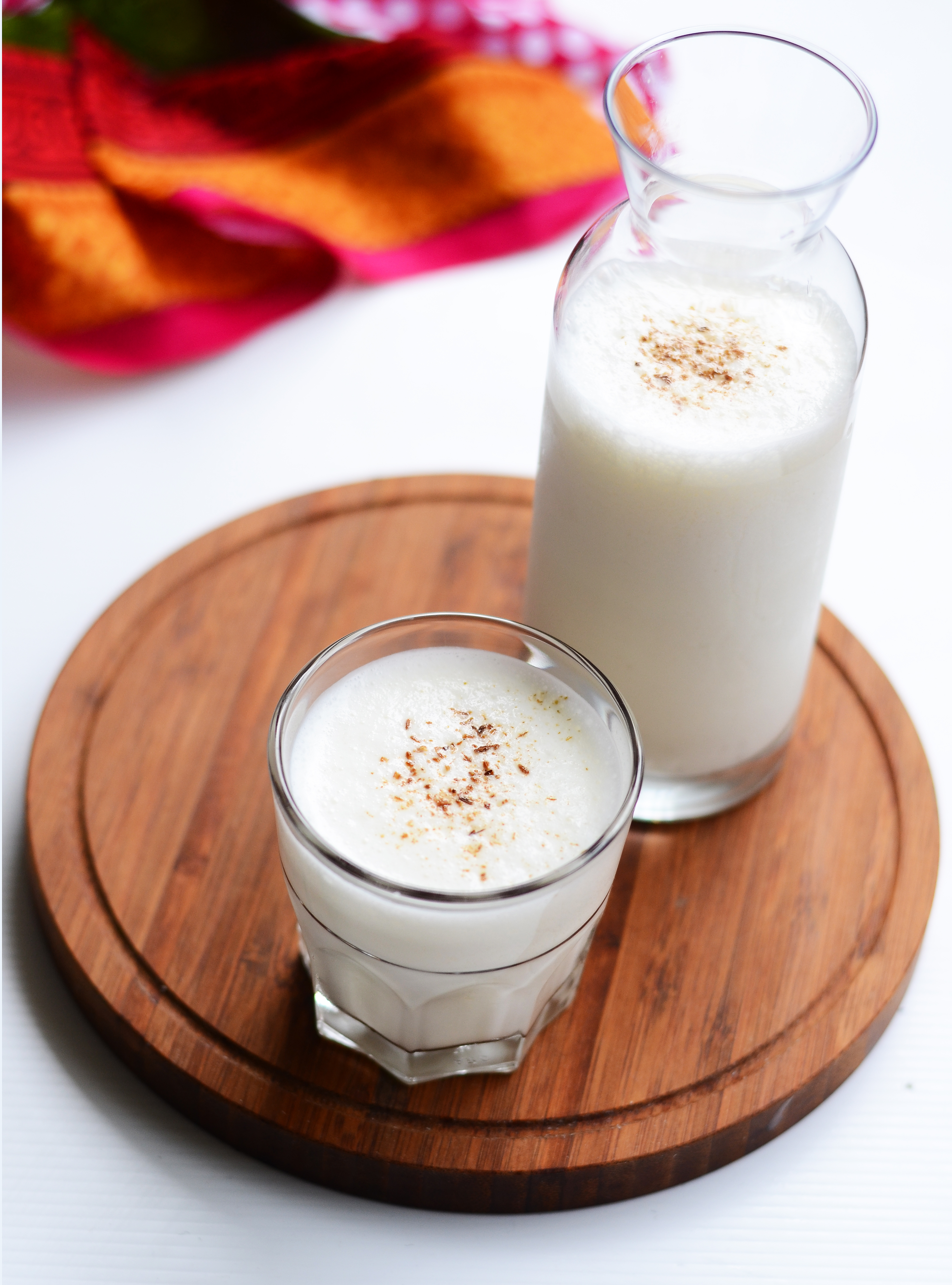
Lassi

Lassi är en yoghurtdryck som fungerar som måltidsdryck. Lassi är en traditionell sydasiatisk dryck, ursprungligen från Punjab i Indien och Punjab i Pakistan, som görs genom att man blandar yoghurt, vatten, salt och kryddor som till exempel ingefära, kanel, muskot, chili,  spiskummin och koriander till en skummande dryck.  Eftersom användandet av yoghurt introducerades i Indien av turkar, är det möjligt att lassin har sitt ursprung i drycken ayran. Den påminner även om drycken doogh, som är populär i bland annat Iran där drycken härstammar ifrån.
Numera görs en söt lassi, med socker, rosenvatten eller fruktjuice av till exempel mango, citron, jordgubbar eller sitafrukt. Saffranslassi är en specialitet i Rajasthan. Under 2000-talet började lassiliknande drycker lanseras i väst som drickyoghurt.
Vidare är en variant bhang lassi vilken innehåller bhang som är vanligt i Indien. 